# Bundesstraße 236
De Bundesstraße 236 (ook wel B236) is een bundesstraße in de Duitse deelstaten Noordrijn-Westfalen en Hessen.
De B236 begint bij Olfen, verder via de steden Selm, Lünen, Dortmund, Schwerte, Iserlohn, Dortmund, Werdohl, Lennestadt, Schmallenberg en Winterberg, om te eindigen in Münchhausen. De B236 is ongeveer 210 km lang.

## Routebeschrijving
De B236 begint in Olfen op een kruising met de B235. Men kruist het Dortmund-Eemskanaal, komt door Selm en Lünen waar ze samenloopt met de B54. De B236 kruist bij afrit Dortmund-Nordost de A2 en loopt door Dortmund en kruist bij de afrit Dortmund-Stadtkrone-Ost de B1.De B236 loopt naarj afrit Schwerte waar ze de A1 kruist,loopt door Schwerte, kruist de Ruhr en sluit bij afrit Iserlohn-Letmathe aan op de A46.
Vervanging
Tussen afrit Iserlohn-Letmathe en de afrit Iserlohn-Oestrich is de B236 vervangen door de A46.
Voortzetting
Vanaf de afrit Iserlohn-Oestrich van de A46 loopt de weg door Iserlohn. De weg loopt nu het Sauerland in en komt door Nachrodt-Wiblingwerde, Altena, Werdohl, waar er een samenloop is met de B229, Plettenberg, Finnentrop, Lennestadt, waar ze samenloopt met de B55 en de B517 aansluit en Schmallenberg, waar de B511 aansluit. De B236 looptdoor Winterberg waa ze samenloopt  de B480. De B236 ldoorr Hallenberg en komt bij de deelstaatgrens met Hessen
Hessen
De B236 loopt verder door Bromskirchen. Allendorf waar ze  de B253 kruist. De B236 eindigt in Münchhausen op een kruising met de B252.
B1 · B3 · B7 · B8 · B9 · B10 · B26 · B27 · B35 · B37 · B38 · B39 · B40 · B41 · B42 · B43 · B43a · B44 · B45 · B47 · B48 · B49 · B50 · B51 · B52 · B53 · B54 · B55 · B55a · B56 · B56n · B57 · B58 · B59 · B61 · B62 · B63 · B64 · B65 · B66 · B66n · B67 · B68 · B70 · B80 · B83 · B84 · B219 · B220 · B221 · B223 · B224 · B225 · B226 · B227 · B228 · B229 · B230 · B231 · B233 · B234 · B235 · B236 · B237 · B238 · B239 · B241 · B249 · B250 · B251 · B252 · B253 · B254 · B255 · B256 · B257 · B258 · B259 · B260 · B261 · B262 · B263 · B264 · B265 · B266 · B267 · B268 · B269 · B270 · B271 · B272 · B274 · B275 · B277a · B278 · B279 · B284 · B288 · B323 · B324 · B326 · B327 · B399 · B400 · B403 · B405 · B406 · B407 · B409 · B410 · B411 · B412 · B413 · B414 · B416 · B417 · B418 · B419 · B420 · B421 · B422 · B423 · B424 · B426 · B427 · B428 · B429 · B448 · B449 · B450 · B451 · B452 · B453 · B454 · B455 · B456 · B457 · B458 · B459 · B460 · B469 · B473 · B474 · B475 · B476 · B477 · B478 · B479 · B480 · B481 · B482 · B483 · B484 · B485 · B486 · B487 · B488 · B489 · B499 · B504 · B506 · B507 · B508 · B509 · B510 · B511 · B513 · B514 · B515 · B516 · B517 · B519 · B520 · B521 · B525 · B528 · B611